# Grofija Horn
Horne (tudi Horn, Hoorn ali Hoorne) je majhna zgodovinska, prvotno gospostvo in od 1450, grofija Svetega rimskega cesarstva v današnji Nizozemski in Belgiji. Ime je dobila po vasi Horn, zahodno od Roermonda. Grofija Horn, prej imenovana Horne, je bila prvotno gospostvo v današnjem nizozemskem in belgijskem Limburgu. Grad Horn je bil grad prednikov gospodov Horn. Potem ko je bil Jakob I. leta 1450 povišan v grofa, se je gospostvo preimenovalo grofija, čeprav je bil strogo gledano naziv grofa le oseben. Navsezadnje gospostvo Horn ni bilo neposredno cesarsko, ampak je bilo del knezoškofije Liège.  Rezidenco grofov Horne so v 15. stoletju preselili iz Horna v Weert.

## Zgodovina
Gospostvo Horn je bilo ustanovljeno okoli leta 1100 v južnem delu Nedermaasgouwa. Verjetno je bil zgodnji fevd Loona, vendar točno kdaj ni znano. Prvi z gotovostjo znan gospodar je Viljem I. Bil je bratranec Dirka III., gospodarja Altene, pa tudi Kessenich. Po Dirkovi smrti Viljem zato izjavi, da je poleg lastnega pogreba v Haelenu prejel vse pravice Liège - Loona na območju od Geistingena do Mussenberga in Weerta (1243). Dedna zemljišča pa je zahtevala tudi Dirkova sestra Sofija, ki je dejanska dedinja po holandskem  pravu. Ona in njen mož Leonij obdržita preostanek Kessenicha, medtem ko so okoliška mesta vključena v gospostvo Horn. Viljem I. je nadalje pridobil tri naselbine v Weertu, ki jih je združil v gospostvo.  Pod Viljemom I. je bilo tudi skrbništvo nad cerkveno posestjo v Wessemu spremenjeno v zakup (1219), zakup, ki ga je nazadnje odkupil Gerard I. (1329). Z vsem tem se je ustvarila personalna unijo med gospostvi Horn, Weert in Wessem.
Gospodje Hornski so postali fevdalec ne le Liège-Loona, ampak tudi vojvodstva Gelders, grofije Holandije in Brabanta. Rodbina Horneških  preraste v znano plemiško družino. Jakob I. Hornski  je pomemben zaveznik Filipa Dobrega in Ludvika Burbonskega. Leta 1450 je dobil status cesarskega grofa, naslov, ki je bil verjetno oseben in ne ozemeljski. Jakob III. Horneški je bil celo vključen v prestižni red zlatega runa (1505).
Po usmrtitvi Filipa de Montmorencyja leta 1568, ki je umrl brez moških naslednikov, je bil knezoškof Lièški kot suveren Horne razglašen za neposrednega gospodarja in novega grofa. Škofje so vladali grofiji v personalni uniji. Horne je ohranil lastne zakone in običaje ter finančno avtonomijo. Okrožje je vključevalo občine Neer, Nunhem, Haelen, Buggenum, Roggel, Heythuysen, Horne, Beegden, Geystingen in Ophoven.
Leta 1795 so grofijo odpravili, ko so jo zasedli Francozi, in je postala del francoskega departmaja Meuse-Inférieure.

## Vladarji Horneški

### Gospodje Horneški
- Engelbert de Hurne,
- Engelbert de Hurnen,
- Henrik Hornski, † 1196
- Viljem,
- Engelbert,
- Gerhard Horneški
- Viljem I., † 1264/65,
- Engelbert Horneški, 1212/64
- Viljem II. , † 1300/1301,
- Viljem III. , † 1301,
- Gerhard I., † 1330,
- Viljem IV. Horneški (gospod 1330-1343)
- Gerard II. Horneški (gospod 1343-1345)
- Viljem V. Horneški (gospod 1345-1357)
- Dirk Loef Horneški (gospod 1357-1368)
- Viljem VI. Horneški (gospod 1368-1405) † 1417,
- Viljem VII. , † 1433,

### Grofje Horneški
- Jakob I., † 1488,
- Jakob II. , † 1530,
- Jakob III. , X 1531,
- Janez, † 1540
- Filip de Montmorency
- Knezoškofje Lièški, 1568-1795